# Museo de Historia de Cataluña
El Museo de Historia de Cataluña (en catalán: Museu d'Història de Catalunya), también conocido por sus siglas como MHC, se creó en 1996 por el Gobierno de la Generalidad de Cataluña. Una de las razones fundamentales de la creación del museo es narrar a sus visitantes la historia de Cataluña mediante una colección de objetos y documentos relacionados, de recreaciones históricas y ambientaciones de equipos audiovisuales e informáticos, que nos acercan de una forma lúdica la historia de esta Comunidad Autónoma. De esta forma se pretende estimular al mismo tiempo que se informa del interés acerca de la evolución de la cultura catalana.
El museo se interesa en la conservación y exhibición del material que ilustra la historia de Cataluña dando un soporte especial a las personas e instituciones que tienen como objetivo la investigación histórica. Al mismo tiempo se encara de la gestión de los monumentos propiedad de la Generalidad de Cataluña, con el objetivo de mejorar las condiciones de mantenimiento, visita y divulgación cultural.

## Equipo humano
El museo está gestionado y financiado por la Gobierno de Cataluña a través de la Agencia Catalana de Patrimonio Cultural del Departamento de Cultura. Es la institución líder de la Red de Museos de Historia y Monumentos de Cataluña (XMHCat). Desde 1997, el edificio del museo alberga también el Centro de Historia Contemporánea de Cataluña y su biblioteca, que es administrada por el Departamento de Justicia.

### Directores
1. Carme Laura Gil i Miró (1996)
2. Josep Maria Solé i Sabaté (1996-2000)
3. Jaume Sobrequés i Callicó (2000-2008)
4. Agustí Alcoberro i Pericay (2008-2014)
5. Jusèp Boya i Busquet (2014-2016)
6. Margarida Sala i Albareda (2016-2023)
7. Jordi Principal (2023-presente)

## Edificio
El MHC se encuentra situado en el Palacio del Mar, edificio que anteriormente se había utilizado como los Almacenes Generales de Comercio. Se trata del único edificio del Puerto Viejo de Barcelona construido en 1881 que todavía se conserva.

## Exposición permanente
La exposición permanente se encuentra distribuida en 7 etapas. En estas etapas se nos permite revivir momentos históricos como moler trigo como lo hacían los íberos, ponernos una armadura de caballero medieval, ver un rellano de una escalera modernista por un agujero, movernos en tranvía por la Barcelona de los años 20 o ir al cine a ver el No-Do.
- La primera etapa, titulada Las raíces, va desde el paleolítico inferior hasta finales del siglo V, época de la Caída del Imperio romano de Occidente dando lugar a la creación del Reino visigodo de Toledo.
- La segunda, El nacimiento de una nación, tiene su origen en el año 711, año de la conquista de la Hispania visigoda por los musulmanes; llegando hasta la conquista de la Cataluña Nova en el siglo XII.
- La mar nuestra, la tercera etapa, parte de la conquista de Mallorca y Valencia por parte de Jaime I, que tuvo lugar en el siglo XIII, seguida de un fuerte periodo de expansión; está apartado finaliza con la unión dinástica con el Reino de Castilla, mediante el matrimonio de Fernando II e Isabel I en 1479.
- La cuarta etapa, En la periferia del Imperio, nos situamos en una Cataluña que mantiene su estado propio e inicia un crecimiento económico a pesar de estar incluida en el Imperio español, potencia europea y mundial de la época. Este periodo se caracteriza por los numerosos conflictos que finalizaron en 1716 con los Decretos de Nueva Planta, donde se impone el primer rey borbón español, y se abolieron las constituciones y las instituciones de Cataluña.
- Vapor y nación es una etapa que nos transporta al proceso de industrialización de Cataluña. Por otro lado se muestra como el estado liberal español profundiza en la centralización política. La etapa finaliza con el fin del siglo XIX, momento de recuperación de la lengua y la cultura catalana.
- Los años eléctricos dan paso a la caracterización de la industria catalana del siglo XX, marcada por la expansión de la red eléctrica y el consumo de los derivados del petróleo. Finaliza con la imposición de la dictadura franquista después del fin de la guerra civil española en 1939.
- Derrota y Recuperación tiene lugar a partir de la citada dictadura, situándonos en el marco de la represión franquista hasta la muerte de Francisco Franco en 1975, trasmitiendo como su muerte nos llevará al inicio de una etapa de libertades.

## Exposiciones temporales

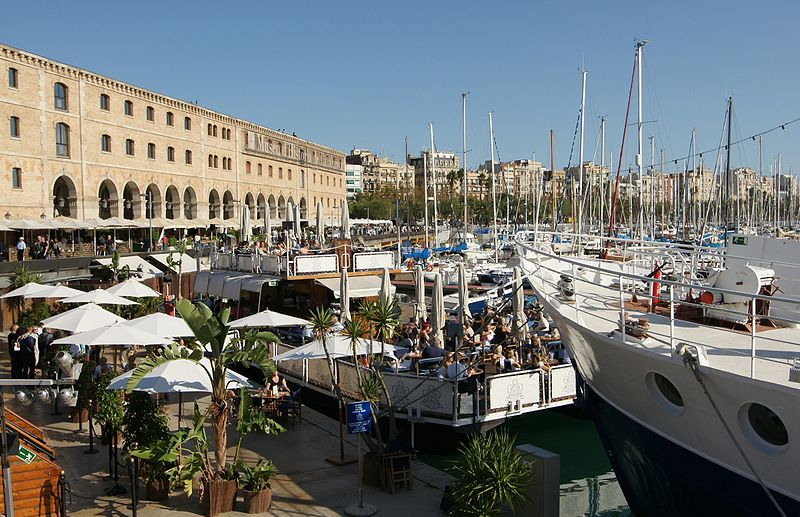
Vista lateral del museo

Desde su creación, el museo ha realizado numerosas exposiciones temporales entre las cuales destacan:
- La Cataluña Judía, exposición que dio a conocer el proceso de integración y la vida cotidiana de las comunidades judías catalanas a lo largo de la historia mediante numerosos objetos y documentos representativos.
- Cátaros y Juglares. Occitania y Cataluña: renacimiento y futuro, exposición que mostró las relaciones al largo de la historia de los pueblos de lengua occitana y catalana a partir de una selección de obras y documentos.
- De la protesta... a la propuesta: el movimento vecinal en Cataluña, narración, mediante fotografías, documentos y un audiovisual acerca de la historia de las asociaciones vecinales y su nacimiento.
- Periodismo y Periodistas. De las gacetas a la red explicó la evolución de la comunicación social en España y su influencia en la sociedad contemporánea.
- País Vasco y Cataluña: memoria compartida. 1936-1940 presentó un importante fondo documental de la Generalidad de Cataluña para explicar como fueron dispersados a partir de la Guerra Civil y como parte de los archivos fueron custodiados por las instituciones vascas hasta que el lehendakari Juan José Ibarretxe los entregó a Jordi Pujol.